# Лігуе (Гаваї)
Лігуе (англ. Lihue) — переписна місцевість (CDP) в США, в окрузі Кауаї штату Гаваї. Населення — 8004 особи (2020).

## Географія
Лігуе розташований за координатами 21°58′17″ пн. ш. 159°21′11″ зх. д. / 21.97139° пн. ш. 159.35306° зх. д. (21.971338, -159.352971).  За даними Бюро перепису населення США в 2010 році переписна місцевість мала площу 19,29 км², з яких 17,28 км² — суходіл та 2,01 км² — водойми.

### Клімат
Громада знаходиться у зоні, котра характеризується кліматом тропічних саван. Найтепліший місяць — серпень із середньою температурою 25.1 °C (77.1 °F). Найхолодніший місяць — лютий, із середньою температурою 21.2 °С (70.2 °F).
| Клімат Лігуе            | Клімат Лігуе | Клімат Лігуе | Клімат Лігуе | Клімат Лігуе | Клімат Лігуе | Клімат Лігуе | Клімат Лігуе | Клімат Лігуе | Клімат Лігуе | Клімат Лігуе | Клімат Лігуе | Клімат Лігуе | Клімат Лігуе |
| Показник                | Січ.         | Лют.         | Бер.         | Квіт.        | Трав.        | Черв.        | Лип.         | Серп.        | Вер.         | Жовт.        | Лист.        | Груд.        | Рік          |
| Абсолютний максимум, °C | 30           | 30           | 31,1         | 31,1         | 31,1         | 31,7         | 31,7         | 32,2         | 32,2         | 32,8         | 31,7         | 30,6         | 32,2         |
| Середній максимум, °C   | 25,8         | 25,5         | 25,7         | 26,2         | 27           | 28           | 28,3         | 28,7         | 29           | 28,5         | 27,1         | 25,7         | 27,1         |
| Середня температура, °C | 21,3         | 21,2         | 21,4         | 22,2         | 23,2         | 24,2         | 24,6         | 25,1         | 25           | 24,3         | 23,1         | 21,8         | 23,1         |
| Середній мінімум, °C    | 16,7         | 17           | 17,1         | 18,3         | 19,4         | 20,4         | 20,9         | 21,4         | 20,9         | 20,1         | 19,2         | 18           | 19,1         |
| Абсолютний мінімум, °C  | 10           | 11,1         | 10,6         | 13,3         | 14,4         | 16,1         | 16,7         | 18,9         | 18,3         | 16,1         | 13,9         | 11,1         | 10           |
| Норма опадів, мм        | 170          | 100          | 119          | 114          | 86           | 57           | 76           | 70           | 73           | 129          | 161          | 165          | 1321         |
| Днів з опадами          | 14           | 13           | 15           | 15           | 16           | 16           | 18           | 17           | 15           | 17           | 17           | 15           | 188          |
| Днів з дощем            | 15           | 13           | 17           | 17           | 16           | 16           | 19           | 18           | 16           | 18           | 18           | 17           | 200          |
| Вологість повітря, %    | 75.4         | 73.8         | 75.2         | 74.9         | 74.4         | 74.1         | 74           | 73.9         | 73.9         | 75           | 76.8         | 77           | 74.8         |
| ----------------------- | ------------ | ------------ | ------------ | ------------ | ------------ | ------------ | ------------ | ------------ | ------------ | ------------ | ------------ | ------------ | ------------ |
| Джерело: Weatherbase    |              |              |              |              |              |              |              |              |              |              |              |              |              |

## Демографія
Згідно з переписом 2010 року, у переписній місцевості мешкало 6455 осіб у 2333 домогосподарствах у складі 1521 родини. Густота населення становила 335 осіб/км².  Було 2601 помешкання (135/км²).
Расовий склад населення:
| - 44,4 % — азіатів - 22,2 % — білих - 7,0 % — вихідців з тихоокеанських островів - 0,4 % — чорних або афроамериканців - 0,2 % — корінних американців |

До двох чи більше рас належало 24,8 %. Частка іспаномовних становила 8,5 % від усіх жителів.
За віковим діапазоном населення розподілялося таким чином: 22,6 % — особи молодші 18 років, 58,4 % — особи у віці 18—64 років, 19,0 % — особи у віці 65 років та старші. Медіана віку мешканця становила 44,1 року. На 100 осіб жіночої статі у переписній місцевості припадало 98,9 чоловіків;  на 100 жінок у віці від 18 років та старших — 98,1 чоловіків також старших 18 років.
Середній дохід на одне домашнє господарство  становив 88 515 доларів США (медіана — 59 640), а середній дохід на одну сім'ю — 106 791 долар (медіана — 69 107). Медіана доходів становила 40 616 доларів для чоловіків та 32 222 долари для жінок. За межею бідності перебувало 14,3 % осіб, у тому числі 17,3 % дітей у віці до 18 років та 1,6 % осіб у віці 65 років та старших.
Цивільне працевлаштоване населення становило 3588 осіб. Основні галузі зайнятості: мистецтво, розваги та відпочинок — 17,2 %, освіта, охорона здоров'я та соціальна допомога — 13,9 %, роздрібна торгівля — 12,5 %.